# 335 f.Kr.

## Händelser

### Efter plats

#### Grekland
- Kung Alexander återvänder till Makedonien via Delfi (där den pythiska prästinnan utnämner honom till "oövervinnelig") och fortsätter därefter in i Thrakien för att säkra Donau som det makedoniska kungarikets norra gräns. Efter att ha forcerat Shipkapasset och krossat triballierna korsar han Donau för att gör sig av med geterna. Då han därefter vänder västerut besegrar och krossar han en allians av illyrier, som just står i begrepp att invadera Makedonien.
- Ett rykte om att Alexander skall ha blivit dödad av illyrierna får thebierna och atenarna att ta till vapen igen. Alexander besegrar då grekerna och förstör Thebe, där 6.000 personer dödas och alla överlevande säljs som slavar.
- Efter erövringen av Thebe kräver Alexander att legobefälhavarna Kares och Karidemos, bland andra, skall kapitulera. Kares flyr till Troas medan Karidemos förvisas och flyr till Persiska riket.
- Alexanders beundran för den atenske talaren och diplomaten Demades gör att han behandlar staden milt, trots dess deltagande i upproret. En särskild atensk ambassad, ledd av Fokion, en av den antimakedoniska fraktionens motståndare, lyckas övertala Alexander att ge upp kravet att det antimakedoniska partiets ledare, särskilt Demosthenes, skall skickas i exil.
- Aristoteles återvänder från Makedonien till Aten och öppnar en peripatetisk skola i en gammal idrottshall vid namn Lykeion. Denna skola innehåller ett naturhistoriskt museum, zoologisk trädgård och ett bibliotek.

#### Romerska republiken
- Marcus Valerius Corvus väljs till konsul i Rom för fjärde gången.
- Aurunkernas stad Cales (nära nuvarande Calvi Risorta) i Campania erövras av romarna och en romersk koloni etableras där.

### Efter ämne

#### Konst
- Skulptören Praxiteles avslutar sin aktiva karriär i Aten (omkring detta år; möjligen senare).

## Avlidna
- Hiketas från Syrakusa, grekisk matematiker och filosof (född omkring 440 f.Kr.)
- Eubulos, atensk statsman (född omkring 405 f.Kr.)